# Ион Хиосский
Ион Хиосский (др.-греч. Ἴων) — древнегреческий поэт и историк V века до н. э. (умер в 422 г. до н. э.).
В молодости бывал в Афинах, где познакомился с Кимоном и Эсхилом. Впоследствии, во время Самосской войны, на родине встретился с Софоклом. Умер незадолго до постановки аристофановского «Мира» (421 до н. э.).
Обладая редкой в то время разносторонностью, Ион сочинял трагедии, элегии, гимны, дифирамбы; написал в прозе записки о путешествиях «έπιδημιαι» и историческое повествование об основании Хиоса.
Кроме немногих отрывков (в сборниках Мюллера, Якоби, Бергка и Наука), все его произведения для нас исчезли. У Мюллера уцелевшие тексты Иона занимают восемь страниц печатного текста. На русский язык переведены только два фрагмента (приводятся в научно-популярной книге известного историка Кравчука об эпохе Перикла). Оба имеют форму описания пира с участием выдающегося человека, на котором присутствовал и сам рассказчик. Тот же литературный приём позднее охотно использовали Ксенофонт и Платон.
Первый уцелевший фрагмент изображает известного драматурга Софокла, прибывшего в качестве афинского стратега на остров Хиос. Здесь постоянный представитель Афин Гермесилай, близкий друг Софокла, немедленно устроил пир в его честь.
Второй фрагмент относится ко временам молодости Иона, когда он приехал по каким-то делам в Афины и был приглашён на пир в дом Лаомедонта — человека, по всей видимости, весьма почтенного, ибо на его пир явился и сам Кимон — знаменитый афинский военачальник, сын Мильтиада. Именно Кимон и является главным героем второго рассказа.